# Manshuk Mametova
Manshuk Zhiengalikyzy Mametova (en kazajo: Мәншүк Жиенғалиқызы Мәметова, en ruso: Маншук Жиенгалиевна Маметова; 23 de octubre de 1922 - 15 de octubre de 1943) fue una servidora de ametralladoras soviética que combatió durante la Segunda Guerra Mundial en el Ejército Rojo (100.ª Brigada de Fusileros del 3.er Ejército de Choque) concretamente en el Frente de Kalinin. Se convirtió en la primera mujer kazaja en recibir el título de Héroe de la Unión Soviética después de que el Sóviet Supremo de la Unión Soviética se lo otorgara póstumamente el 1 de marzo de 1944.

## Biografía

### Infancia y juventud

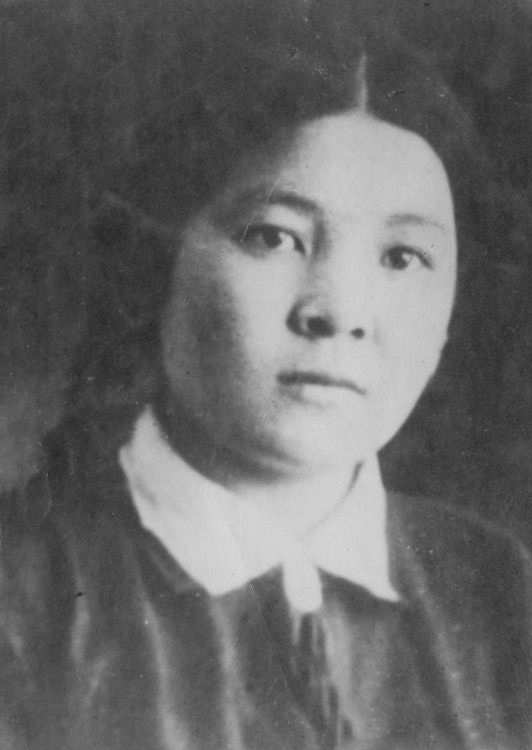
Manshuk Mametova en 1937

El verdadero nombre de Manshuk Mametova era Mansia, nació el 23 de octubre de 1922 en el pueblo de Jiekqūm, distrito de Orda de la región de Kazajistán Occidental, RASS de Kazajistán (actual distrito de Bokeyordinsky, provincia de Kazajistán occidental en Kazajistán) en una familia formada por Zhensigali, un zapatero, y su esposa Toylsha. Mametova pasó su infancia en Alma Ata bajo el cuidado de su tía Amina Mametova. Cuando aún era muy pequeña, fue adoptada por un matrimonio sin hijos, los Mametov formado por Amina y Ajmet, médicos de enfermedades infecciosas que la visitaron durante un viaje de negocios en la casa de sus padres.
En las familias kazajas en ese momento había una antigua costumbre tribal conocida como atalismo (del turco «ata» - padre, persona mayor que actúa como padre), según la cual el primogénito se entregaba para ser criado por el abuelo y abuela. Los abuelos de Mansia ya no vivían y los padres le dieron su hija a su tía Amina, que vivía con su esposo Ajmet (también pariente de Mansia) en Alma Ata. Los padres adoptivos de Mansia, que en ese momento apena tenía tres años, la llamaban «monshakim» («cuenta, perla»). Este apodo cariñoso se transformó en su nombre, Manshuk.
A mediados de la década de 1930 sus padres adoptivos se mudaron a Alma Ata, donde se graduó en la escuela secundaria local, posteriormente estudió enfermería mientras trabajaba en el Consejo de Comisarios del Pueblo de la República Socialista Soviética de Kazajistán como secretaria del vicepresidente.
En 1938, durante la Gran Purga, Ajmet Mametov fue arrestado y poco después fusilado aunque durante mucho tiempo su familia no supo cual había sido su destino. Su madre adoptiva Amina le aconsejó a su hija que en los cuestionarios oficiales pusiera: «¡Dígales a todos que sus padres son, Zhensigali y Toyilsha, y que murieron en Urda!» Pero Manshuk creía en la inocencia de su padre adoptivo y no cambió su apellido, escribió varias cartas a Stalin, en las que intentaba demostrar que su padre había sido difamado. Al mismo tiempo, su propio padre en Urda, que trabajaba como guardia de seguridad en un almacén, fue acusado de robar grano y también murió en prisión. Su madre Toylsha murió poco después.
En 1942 se graduó del segundo año en el instituto médico de Alma Ata y se unió voluntariamente al Ejército Rojo.

### Segunda Guerra Mundial
El 13 de agosto de 1942 se unió al Ejército Rojo como parte de la 100.ª Brigada de Fusileros Independientes, a la que con frecuencia se hace referencia como la 100.ª Brigada Independiente de Fusileros kazajos porque el 86 % de sus soldados eran de está etnia, está unidad se constituyó en Alma Ata (el 8 de diciembre de 1943, se transformó en la 1.ª División de Fusileros). Primero trabajó como secretaria en el cuartel general de la brigada antes de ser enviada a trabajar como enfermera en un hospital de campaña, a pesar de sus constantes solicitudes para que fuera asignada a una unidad de combate. Mientras trabajaba como enfermera, comenzó a formarse en el manejo de la ametralladora pesada Maxim M1910. Después de que su comandante comprobará sus habilidades de tiro, la ascendió al rango de sargento mayor y la asignó a una unidad de combate.
El 15 de octubre de 1943, después de que las fuerzas soviéticas volvieron a tomar Nével, comenzó una serie de contraataques alemanes para retomar la ciudad. Mametova y su unidad de ametralladoras ocuparon una posición ventajosa en una colina estratégica donde podía controlar el avance del enemigo. Los nazis lanzaron fuego de mortero sobre las posiciones de los soldados soviéticos, como resultado de lo cual murieron las dotaciones de dos ametralladoras, solo Manshuk sobrevivió, al ver que estaba sola, comenzaron a disparar simultáneamente desde diferentes direcciones. Manshuk tuvo que turnarse para disparar tres ametralladoras distintas con el fin de controlar todas las direcciones por las que atacaban los alemanes. Entonces los alemanes comenzaron, nuevamente, a disparar con morteros contra su posición, por lo que trasladó su arma a una nueva posición y continuó disparando contra las distintas oleadas de tropas alemanas que se acercaban, causando grandes bajas al enemigo. Finalmente fue herida de muerte por una lluvia de fuego enemigo, pero continuó luchando hasta que murió a causa de sus heridas. Mató a más de setenta enemigos en su batalla final. Sus restos fueron recuperados por las tropas soviéticas cuando lograron expulsar a los alemanes del campo de batalla, fue enterrada en Nével, donde se erigió un monumento dedicado a su valentía.
Por decreto del Presídium del Sóviet Supremo de la URSS del 1 de marzo de 1944 se le concedió póstumamente, el título honorífico de Heroína de la Unión Soviética y la Orden de Lenin, convirtiéndose así en la primera mujer kazaja en recibir la más alta condecoración de la Unión Soviética.

## Reconocimientos

Sello postal de Kazajistán de 2015

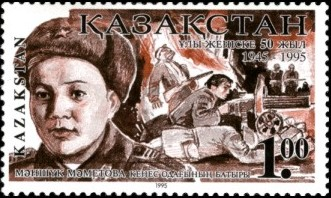
Sello postal de Kazajistán de 1995 con la imagen de Manshuk Mametova

Después de su última batalla, recibió póstumamente el título honorífico de Héroe de la Unión Soviética y la Orden de Lenin, después de que los sobrevivientes soviéticos de la batalla hablaran de su valentía. Ella y la francotiradora Aliyá Moldagulova fueron las únicas mujeres kazajas en convertirse en heroínas de la Unión Soviética y siguen siendo muy veneradas en Kazajistán y Rusia.
En Uralsk (Kazajistán) en 1988 se erigió un monumento en su honor en la plaza que lleva su nombre. El monumento de cinco metros y ocho toneladas se mantuvo durante más de treinta años, hasta 2017 que fue reemplazado por uno nuevo dedicado a las tres heroínas kazajas de la Gran Guerra Patria: Aliyá Moldagulova, la piloto Khiuaz Dospanova y la propia Manshuk Mametova. El monumento pasó a llamarse «Gloriosas hijas del pueblo kazajo». En 1978, se erigió un monumento en honor a Mametova en Nével en el óblast de Pskov, cerca del lugar en el que murió y una calle de dicha localidad lleva su nombre. El 1 de mayo de 2010 se renovó el monumento.
Mametova se convirtió en una de las heroínas más veneradas de la Unión Soviética, con poemas, un museo y canciones dedicadas a ella, mostrándola como un modelo a seguir de un soldado que se negó a rendirse. En 1969, los estudios cinematográficos Kazakhfilm, rodó la película soviética Canción de Manshuk (en ruso: Песнь о Маншук) dirigida por Mazhit Begalin, basada en un guion de Andréi Konchalovski, la cual muestra las hazañas de Mametova durante la guerra, con la actriz Natalia Arinbasarova interpretando el papel protagonista (por este papel Arinbasarova recibió varios premios cinematográficos).
En Uralsk (Kazajistán) se encuentra la casa museo de Mametova en la calle Saraishyk n.º 51 (institución estatal «Museo Conmemorativo M. Mametova») A la entrada de este museo existe una pequeña estatuta de bronce de Mametova. Tomando como base el museo de Uralsk en 2010, se inauguró el Museo Manshuk en Aktobé.
Muchas calles y varias escuelas en Almaty, Nével, Oral y otras ciudades recibieron su nombre, incluida la Facultad de Humanidades Manshuk Mametova. Su retrato apareció en varios sellos postales de Kazajistán y en una tarjeta postal de la Unión Soviética, en la Plaza Central de Almaty hay un monumento de bronce que representa a las dos únicas mujeres kazajas, que recibieron el título de Heroínas de la Unión Soviéticaː Manshuk Mametova y la francotiradora Aliyá Moldagulova. Ambas murieron luchando contra los nazis en la región de Pskov.